# Грудзёндзский повет
Грудзёндзский повет (пол. Powiat grudziądzki) — повет (район) в Польше, входит как административная единица в Куявско-Поморское воеводство. Центр повета — город Грудзёндз (в состав повета не входит). Занимает площадь 728,39 км². Население — 40 346 человек (на 31 декабря 2015 года).

## Административное деление
- города: Ласин, Радзынь-Хелминьски
- городско-сельские гмины: Гмина Ласин, Гмина Радзынь-Хелминьски
- сельские гмины: Гмина Грудзёндз, Гмина Грута, Гмина Рогузьно, Гмина Свеце-над-Осой

## Демография
Население повета дано на 31 декабря 2015 года.
| Перепись            | Всего  | Мужчины | Женщины |
| ------------------- | ------ | ------- | ------- |
| Всего               | 40 346 | 20 188  | 20 158  |
| Городское население | 5276   | 2509    | 2767    |
| Сельское население  | 35 070 | 17 679  | 17 391  |